# Chanson de sainte Foy d'Agen

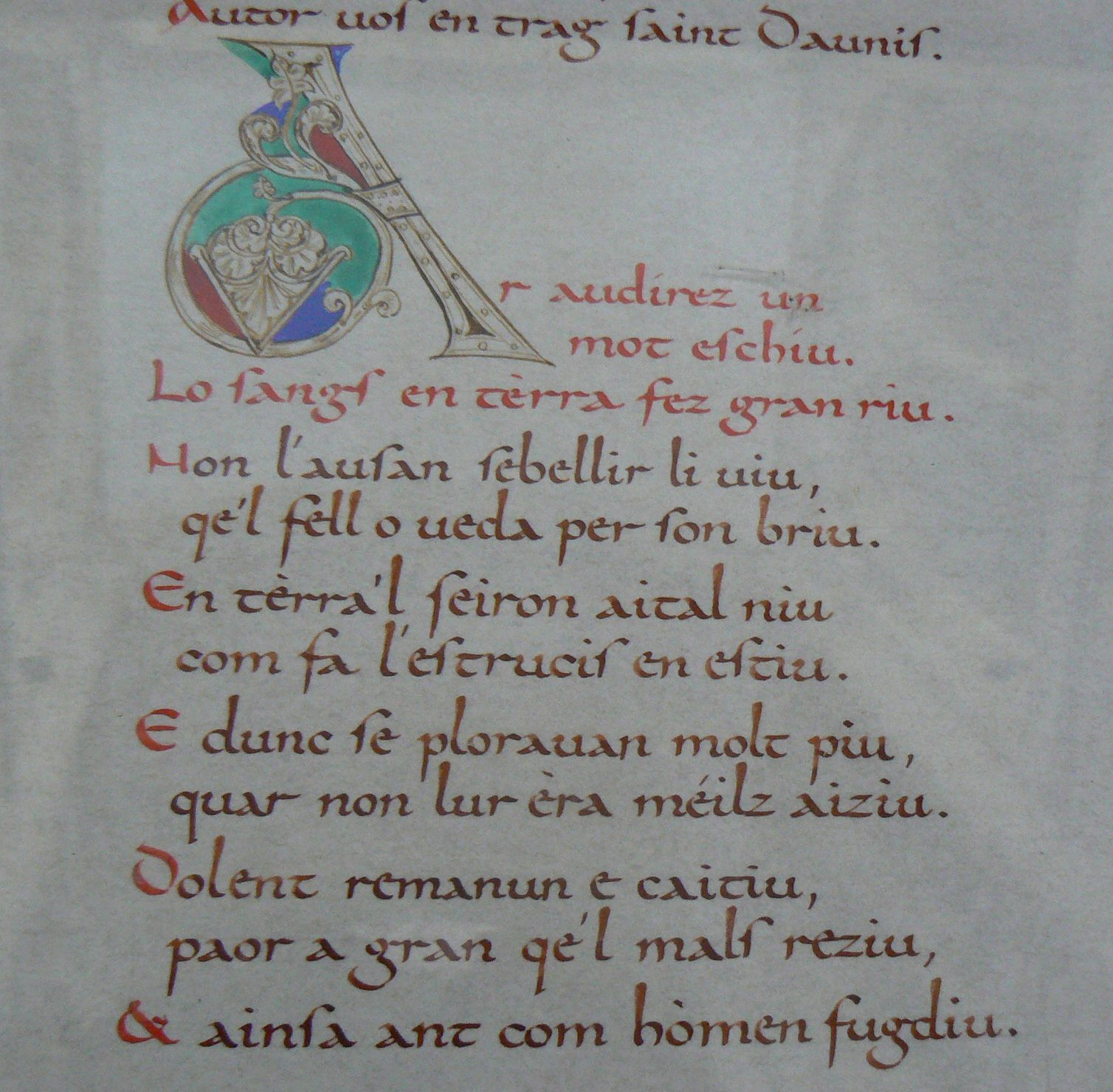
Cançon de santa Fe
(chanson de Sainte Foy). Texte partie 39: Ar audirez un /
mot eschiu. / Lo sangs en tèrra fez gran riu. / Non l'ausan sebellir li uiu, / qe'l fell o ueda per son briu....

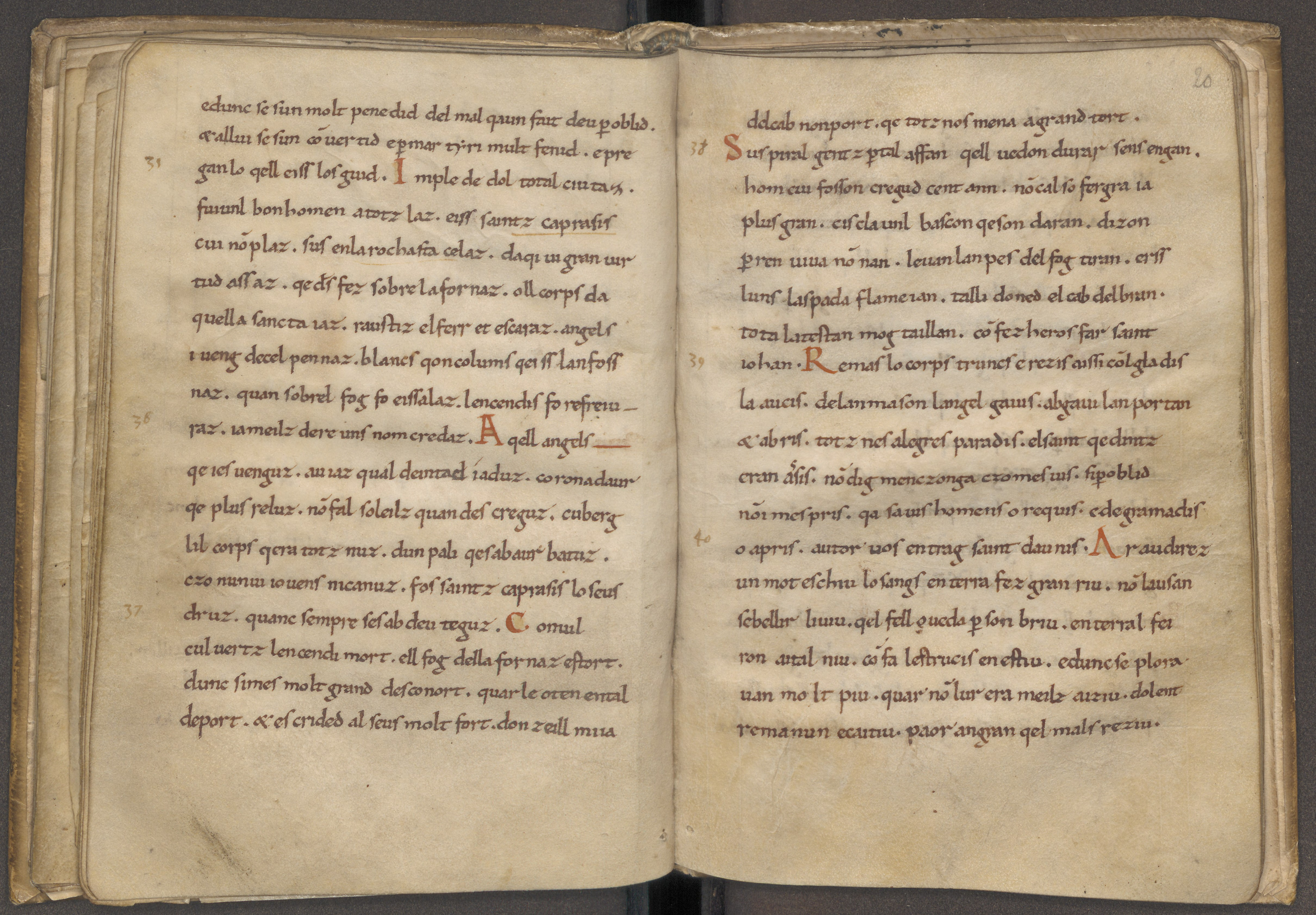
Chanson de sainte Foy d'Agen, en bas à droite le même texte Ar audirez un.... Folio 19v-20r, Bibliothèque universitaire de Leyde, cote VLO 60.

La chanson de sainte Foy d'Agen (Cançon de santa Fe) est un des plus anciens textes littéraires en occitan, composé à la fin du XIe siècle.
Le romaniste Joan Coromines le qualifie de « monument initial de la langue d'oc ». L'historien Frédéric de Gournay y voit un « poème primordial » dont la dernière partie « anticipe le style des chansons de geste ».
Martí de Riquer voyait dans la chanson de sainte Foy le plus ancien texte littéraire en catalan, tandis que pour Robert Lafont c'est le plus ancien texte littéraire en occitan.[réf. nécessaire]

## L'œuvre
Le poème compte 593 octosyllabes rimés. Il conte la vie de sainte Foy, jeune fille d'Agen, son martyre en l'an 303, et le châtiment qui frappa ses tortionnaires : Dacien, Dioclétien et Maximien.
Il figure dans un seul manuscrit, conservé à la Bibliothèque universitaire de Leyde, et fut édité pour la première fois par José Leite de Vasconcelos (pt) en 1902.
La langue est archaïque ; par exemple, le titre du poème s'écrirait dans cette langue Canczon de sainta Fed. Il est remarquable que le nom de Foy n'apparaisse qu'une seule fois dans la chanson, sous la forme latine Fides, au vers 72.

## Citation
Partie 39:

« Ar audirez un
mot eschiu.
Lo sangs en tèrra fez gran riu.
Non l'ausan sebellir li uiu,
  qe'l fell o ueda person briu.
En tèrra'l feiron aital niu
  com fa l'estrucis en estiu.
E dunc se plorauan molt piu,
  quar non lur èra méilz aiziu.
Dolent remanun e caitiu, 
paor a gran qu'el malz reziu,
& ainsa ant com hòmen fugdiu. »

— Chanson de sainte Foy d'Agen, 39
Traduction:

« Vous allez maintenant entendre une 
histoire horrible.
Le sang sur le sol a formé un grand flot.
Les survivants n'osent pas l'enterrer, 
car le criminel le défend avec violence. 
Ils lui ont fait un nid dans la terre, 
comme celui que fait une autruche en été. 
Et ils ont pleuré très pieusement, 
car ils n'avaient aucune consolation pour faire mieux. 
Ils restent affligés et misérables,
ils ont très peur que le mal ne revienne,
 et ils sont inquiets comme des fugitifs. »

— Chanson de sainte Foy d'Agen, 39

## Date et provenance
La datation du poème le situe entre 1060 et 1100. La patrie du poète anonyme a fait l'objet de plusieurs hypothèses : la région de Narbonne, « sous toutes réserves » (selon son éditeur Antoine Thomas), la Cerdagne ou plutôt l'abbaye de Cuxa en Conflent (Hoepffner et Alfaric), Conques et le Rouergue (Denis Grémont, André Soutou)... Les isoglosses du dialecte de la Chanson ont conduit Ernest Nègre à désigner une région allant d'Agen à Saint-Pons-de-Thomières, et centrée sur le Tarn. Pour Frédéric de Gournay, le poète, lié à l'abbaye de Conques, aurait composé la Chanson pour un auditoire pyrénéen, peut-être à Morlaàs. Quant à Robert Lafont, il voit dans le dialecte du poème une « langue du Chemin », liée à l'influence de l'abbaye de Conques en Navarre. Le poète ferait partie de l'entourage de Pierre d'Andouque, ancien moine de Conques originaire du nord de l'Albigeois, devenu évêque de Pampelune de 1082 à 1114.
L'auteur serait un laïc et un aristocrate s'adressant aux moines de sainte Foy de Conques, peut-être dans un prieuré proche des Pyrénées.

## Éditions et traductions
- La Chanson de Sainte Foi d'Agen : poème provençal du XIe siècle, édition d'après le manuscrit de Leyde avec fac-similé, traduction, notes et glossaire par Antoine Thomas, Champion, 1925 ; réédition 1974. En ligne sur Gallica, et sur Wikisource.
- La Chanson de sainte Foy, Ernest Hoepffner et Prosper Alfaric, Les Belles-Lettres, 1926, 2 tomes.

- La Chanson de Sainte Foi : texte occitan du XIe siècle, édité, traduit, présenté et annoté par Robert Lafont, Genève, Droz, 1998.